# コンスタンティノス・ツィクリティラス
コンスタンティノス・ツィクリティラス (ギリシャ語:Κωνσταντίνος Τσικλητήρας、ローマ字: Konstantinos Tsiklitiras、1888年10月30日- 1913年2月10日)は、ギリシャの元陸上競技選手。彼は1908年ロンドンオリンピックから2大会連続してオリンピックに出場し、立ち幅跳と立ち高跳びの両種目で金メダルを含む4つのメダルを獲得した。また、彼は19回ギリシャのチャンピオンを獲得した。
1913年に、従軍していたバルカン戦争で髄膜炎に罹り、24歳で死去した。

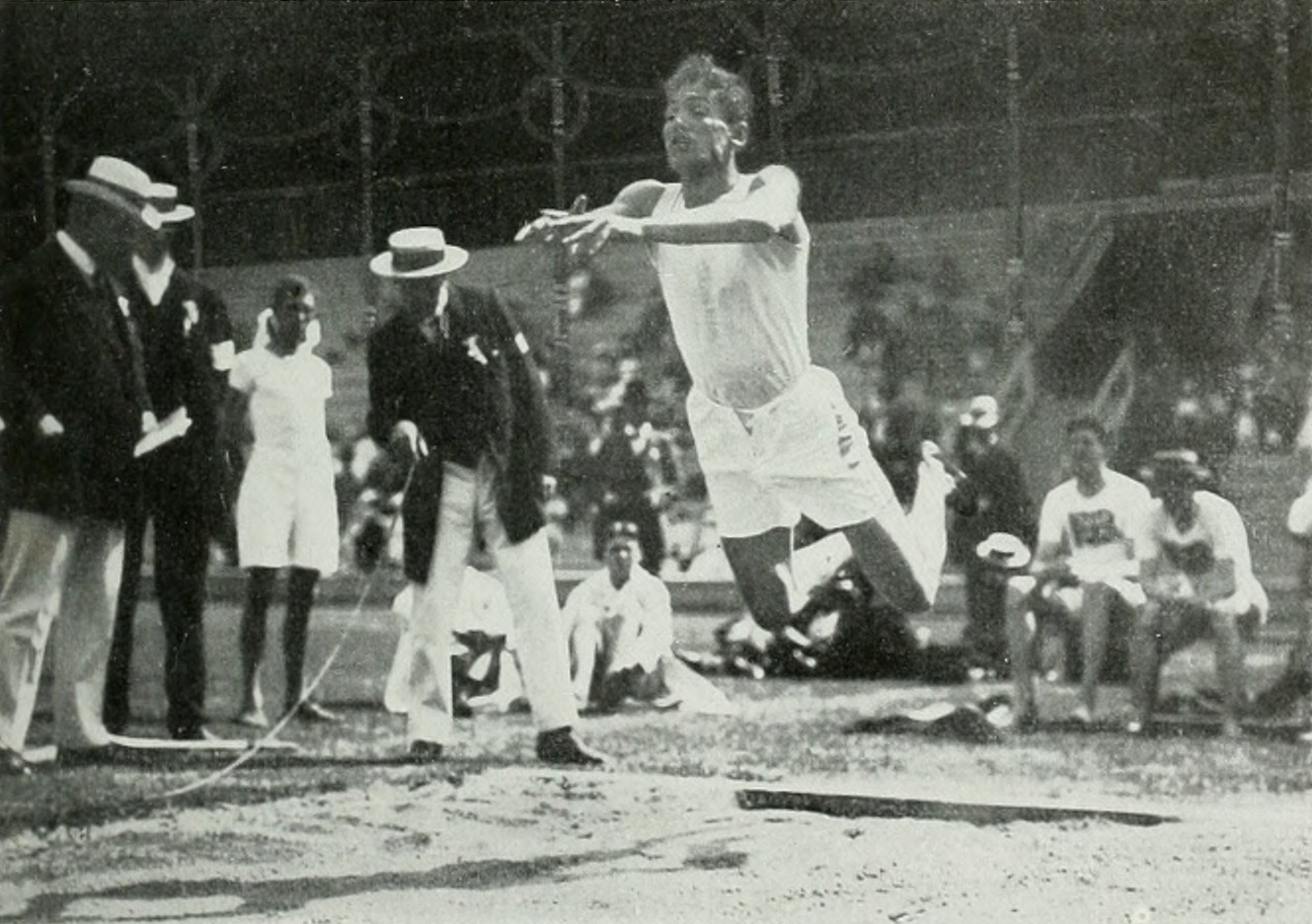
1912年ストックホルムオリンピックの立ち幅跳びの跳躍